# Cienfuegosia welshii
Cienfuegosia welshii är en malvaväxtart som först beskrevs av T. Anders., och fick sitt nu gällande namn av Christian August Friedrich Garcke. Cienfuegosia welshii ingår i släktet Cienfuegosia och familjen malvaväxter. Inga underarter finns listade i Catalogue of Life.